# Universitatea Paris Dauphine
Universitatea Paris-Dauphine - PSL (în franceză Université Paris Dauphine, acronim PSL) este o mare instituție publică franceză specializată în științele organizațiilor și deciziilor (management, finanțe, economie, drept, științe sociale, matematică, informatică și jurnalism), fondată în 1968. Aceasta își are sediul în fostele clădiri ale Organizației Tratatului Atlanticului de Nord (NATO), în arondismentul 16 din Paris.
Dauphine a devenit o mare instituție în 2004 și a devenit membru al Conferinței Marilor Școli (CGE) în 2014. De asemenea, instituția este unul dintre membrii fondatori ai Universității Paris Sciences et Lettres la înființarea sa în 2010.

## Istorie

### 1955 - 1967: palatul NATO
Universitatea Paris-Dauphine își are sediul în Palatul NATO. Construit între 1955 și 1959, palatul a fost inițial sediul NATO până în 1967. Inspirat de stilul neoantic, calificat drept "arhitectură monumentală contemporană", palatul NATO este creația lui Jacques Carlu, laureat al Marelui Premiu de la Roma în arhitectură, care a proiectat și Palais de Chaillot, inaugurat pentru Expoziția Universală din 1937. Clădirea este construită sub forma literei "A" a Alianței Atlantice. Este situată în apropierea Arcului de Triumf și a Pădurii Boulogne.

### 1968 - 2021: Nașterea și dezvoltarea Universității Paris-Dauphine
În urma evenimentelor din mai 1968, ministrul Edgar Faure a creat două centre universitare experimentale înființate la Est și la Vest de Paris, la porțile Vincennes și Dauphine. Aproximativ 2.500 de studenți inaugurează noul Centru Universitar Dauphine în decembrie 1968. Paris-IX Dauphine și Paris-VIII Vincennes sunt concepute ca universități experimentale. Ele trebuie să pună în practică principiile legii Faure, în special reforma pedagogică și caracterul pluridisciplinar al formării și cercetării.
De la început, a fost concepută cu foarte puține amfiteatre. Structura regulată a clădirii a permis să se creeze numeroase săli de cursuri din fostele birouri ale NATO, reunite prin grupuri de câte 3.
Un profesor din acea vreme declara: „În afară de amfiteatrul mare al statului major, sunt doar săli mici...”. Aceasta permite o pedagogie în grupuri mici și evaluare continuă. Profesorii provin din departamentul de economie al Facultății de Drept din Assas. Astfel, ei afirmă independența și o nouă autonomie a disciplinei lor. Aceste orientări sunt formulate în special de către profesorii Alain Cotta și Pierre Tabatoni. Ideea este de a se inspira din „formulele de succes” anglo-saxone. Unitatea de valoare (UV), inventată pornind de la creditul academic american, este introdusă. În fața lui Alain Badiou, Gilles Deleuze și Félix Guattari la Paris-VIII Vincennes, Dauphine propune pe Jacques Delors și Jacques Attali. Aceștia intervin în special în cadrul UER de economie aplicată; alături de UER de management și UER de matematică a deciziei. Treptat, economia aplicată se contopește cu managementul; iar informatica de gestiune se alătură matematicii aplicate.
Înclinați spre selecție la admiterea în universitatea lor, mulți studenți de la Dauphine au participat la mișcarea împotriva reformei universităților Savary din 1983, dar alții au participat la rândul lor, trei ani mai târziu, la contestarea proiectului de lege Devaquet.
În 2004, Dauphine obține statutul de „Mare instituție” și devine „universitatea de tehnologie în științele organizațiilor și deciziei Paris-Dauphine”. Acest nou statut permite selecția studenților săi și stabilirea costurilor pentru formațiile sale.
În 2009, Dauphine devine prima universitate franceză care primește eticheta European Quality Improvement System (EQUIS). În același an este înființată Fundația Dauphine. În 2010, Dauphine devine membru fondator al Paris Sciences & Lettres.
În 2014, Dauphine se alătură grupului grandes écoles.

### 2022 - 2027: proiect de modernizare campus
Din 2022, universitatea efectuează lucrări de renovare și modernizare a celor 60.000 de metri pătrați de spații existente și creează o aripă suplimentară de 4.000 de metri pătrați.

## Școlarizare
Universitatea este specializată în științele organizațiilor și deciziei, prin intermediul a 8 domenii de învățământ: management, finanțe, economie, drept, științe sociale, matematică, informatică și jurnalism. Universitatea oferă 7 licențe, 20 de mastere, 7 programe doctorale, precum și pregătire pentru mai multe concursuri administrative, și 80 de programe în formare continuă.
Universitatea Dauphine oferă o licență adaptată pentru artiști, sportivi și antreprenori (aproximativ 30 de studenți în fiecare an). Studenții urmează primul și al doilea an de licență în cadrul unui grup dedicat, pe durata a șase semestre în loc de patru. Programul de cursuri este identic.

## Selecție
Din 2020, admiterea se realizează prin intermediul platformei Parcoursup pentru licență. Criteriile de admitere iau în considerare notele și dosarul candidaților din ultimele două clase de liceu. În 2020, au fost aproximativ 20.000 de candidaturi.
Selecția la intrarea în master se face pe baza notelor obținute la bacalaureat și în licență. Din cei 5000 de studenți în master, 1500 sunt în învățământul dual.
Nu există un barem de admitere propriu-zis la Universitatea Paris-Dauphine, deoarece sunt luați în considerare mai mulți factori în evaluarea candidaturii unui absolvent de liceu. Dosarele sunt evaluate luând în considerare notele disponibile din ultimele două clase de liceu, precum și cele de la bacalaureat. Selecția se bazează, de asemenea, pe algoritmul Boléro.
Cu toate acestea, din cei șase sute de studenți admisi în primul an de licență în Științele Organizațiilor în septembrie 2020, 99,81% au obținut mențiunea "bine" sau "foarte bine" la bacalaureat (din care 94,07% au obținut mențiunea "foarte bine").

## Campusuri în străinătate, programe externalizate, Institutul Practic de Jurnalism
Universitatea Paris-Dauphine este o parte a Universității Paris Sciences & Lettres, care se numără printre primele 50 de universități din lume. În afară de campusul istoric situat în Paris, universitatea are două campusuri în Londra și Tunis, precum și programe de învățământ desfășurate în alte locații, cum ar fi Frankfurt și Madrid, și numeroase parteneriate academice (cum ar fi YERUN, Alliance SIGMA etc.).

### Campusul Tunis
Deschisă în 2009, Universitatea Paris-Dauphine Tunis este primul campus al Universității Paris-Dauphine în afara granițelor Franței. Aici sunt oferite programe de licență în management și gestionarea organizațiilor, precum și în matematică și informatică pentru decizii. De asemenea, universitatea oferă mai multe programe de masterat.

### Campusul din Londra
Începând din 2014, campusul din Londra oferă în special programul "Bachelor's in Economics and Management", echivalentul licenței în Științele Organizațiilor de la Paris. Selecția se face printre absolvenții de liceu ai școlilor franceze din străinătate, posesorii de bacalaureat internațional sau cei cu calificativele A-level britanice. Pentru al treilea an, studenții pot decide să-și continue studiile în Londra, Paris sau într-un program internațional.

### Programul de la Madrid
Dauphine a deschis echivalentul programului său de licență în Științele Organizațiilor la Madrid pentru anul universitar 2016 în parteneriat cu Universitatea Carlos al III-lea.

### Diplomă francezo-germană
Dauphine oferă în parteneriat cu Universitatea Johann Wolfgang Goethe din Frankfurt programul de diplomă franco-germană de licență în management sau economie aplicată.

### Institutul Practic de Jurnalism
Din 27 mai 1991, Institutul Practic de Jurnalism este una dintre cele 14 școli recunoscute în Franța, prin intermediul dispozitivului prevăzut de Convenția Colectivă Națională de Muncă a Jurnaliștilor. Institutul a fost recunoscut de către stat pe 28 ianuarie 1993. Diplomele sale în jurnalism sunt aprobate de Ministerul Învățământului Superior și Cercetării din 2004.
În septembrie 2011, IPJ este integrat prin decret în Universitatea Paris-Dauphine și devine Institutul Practic de Jurnalism al Universității Paris-Dauphine, acordând studenților săi o diplomă dublă: un master în jurnalism al Universității Paris-Dauphine și o diplomă proprie IPJ. Institutul primește 96 de studenți pe an pentru un program de doi ani în masterat. Acest diplômă este recunoscută din 1991 prin convenția colectivă a jurnaliștilor.

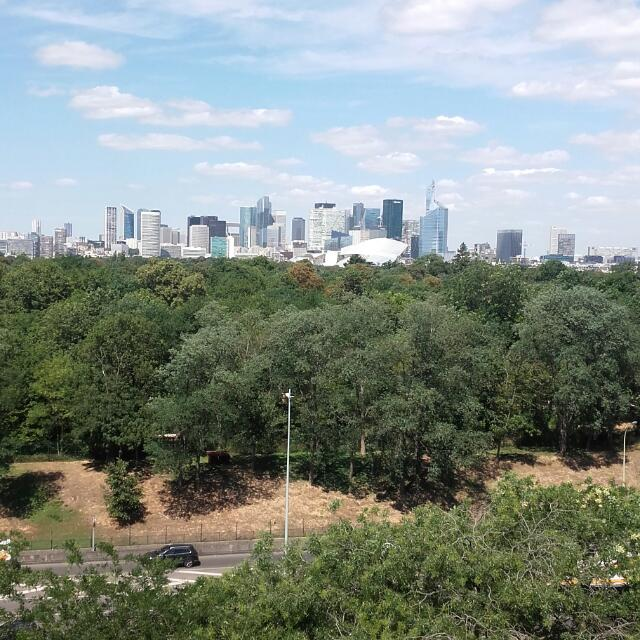
La Défense - Vedere din partea de sus a bibliotecii Universității Paris-Dauphine.

## Cercetare
Cercetarea la Universitatea Paris-Dauphine este organizată în jurul a 6 discipline (management, economie, sociologie și științe politice, drept, matematică și informatică), toate axate pe științele organizațiilor și deciziei.

## Clasamente și recunoaștere
Universitatea Paris-Dauphine a primit labelul European Quality Improvement System (EQUIS), care a fost reînnoit în 2015 și apoi în 2020. De asemenea, universitatea se regăsește în clasamentele mondiale de top ca membru al Paris Sciences & Lettres (PSL). Aceste realizări confirmă angajamentul și excelenta instituției în domeniul educației și cercetării.
- Clasamentul QS World University Rankings 2024: Universitatea Paris-Dauphine se află pe locul 24 în lume și este clasată pe primul loc în Franța (în calitate de membru fondator al PSL)[42].
- Clasamentul Times Higher Education 2022: Universitatea Paris-Dauphine ocupă locul 40 în lume și este clasată pe primul loc în Franța (în calitate de membru fondator al PSL)[43].